# Tour d'Espagne 1978
La 33e édition du Tour d'Espagne s'est déroulée entre le 25 avril et le 14 mai 1978 entre Gijón et Saint-Sébastien. Il se composait de 19 étapes pour un total de 2 995 km. C'est la première victoire dans un grand Tour du Français Bernard Hinault, 23 ans seulement. Lauréat également de 5 étapes et du classement des métas volantes, le Breton devance au général l'Espagnol José Pesarrodona et son compatriote et équipier Jean-René Bernaudeau, repoussés à plus de trois minutes.

## Résumé de la course
Le jeune Bernard Hinault, comme Eddy Merckx en 1973, remporte la Vuelta à sa première participation. C'est aussi son premier grand Tour. Le Français, lauréat de 5 étapes et bien aidé par son coéquipier Jean-René Bernaudeau, 3e de cette même édition, ne sera jamais mis en danger par ses adversaires, à commencer par l'Espagnol José Pesarrodona qui termine second à plus de trois minutes. La dernière étape, qui devait se disputer encore une fois à San Sebastian, est annulée à cause d’actions indépendantistes.

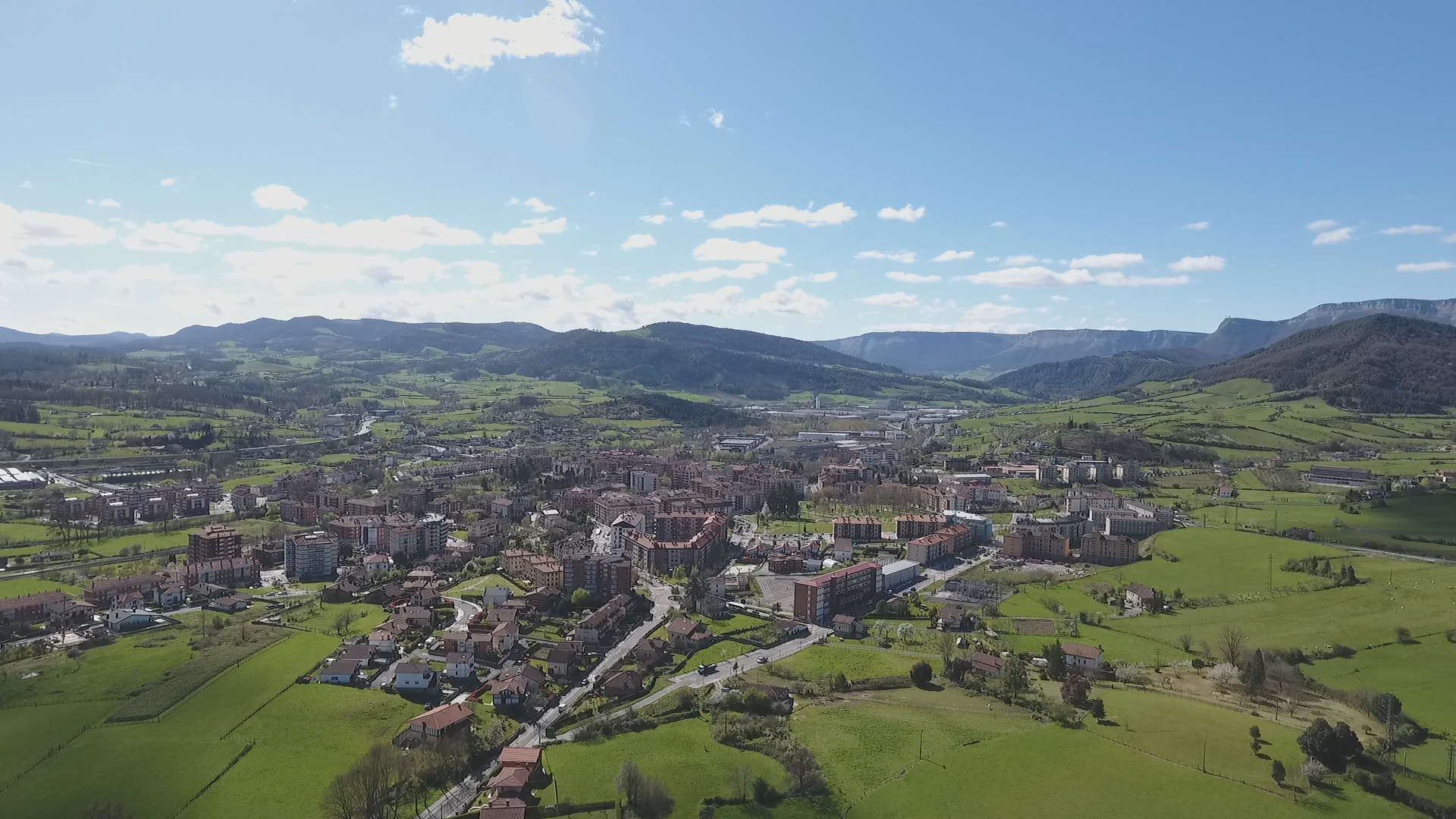
Amurrio dans le Pays basque

## Exploit de Bernard Hinault àAmurrio
Hinault justifie pleinement au cours de l'avant-dernière étape, Bilbao-Amurio, l'image du coureur à panache qu'il a toujours été. Ce jour, il donne un festival comme seuls savent le faire les plus grands. Il démarre au km 52 et laisse tout le peloton derrière lui dans la descente du col d'Orduña. Son avance ne cesse de progresser alors qu'il lutte seul contre tous. À l'arrivée, Ferdi Van Den Haute règle un petit peloton au sprint, 1'56" après le passage du champion français.

## Équipes participantes
- KAS
- Old Lord's-Splendor
- Transmallorca-Gios
- Renault-Gitane
- Bode Deuren-Shimano
- Novostil-Helios
- Marc-Zeepcentrale-Superia
- Safir-Beyers-Ludo
- Italie
- Teka

## Classement général
| \| 1. \| Bernard Hinault \| France \| Renault-Gitane \| en \| 85 h 24 min 14 s \| \| \| 2. \| José Pesarrodona \| Espagne \| KAS \| + \| 3 min 02 s \| \| \| 3. \| Jean-René Bernaudeau \| France \| Renault-Gitane \| + \| 3 min 47 s \| \| \| 4. \| Eulalio García \| Espagne \| Teka \| + \| 4 min 23 s \| \| \| 5. \| Adri Schipper \| Pays-Bas \| Marc-Zeepcentrale-Superia \| + \| 4 min 28 s \| \| \| 6. \| Ferdi Van Den Haute \| Belgique \| Marc-Zeepcentrale-Superia \| + \| 5 min 52 s \| \| \| 7. \| José Nazábal \| Espagne \| KAS \| + \| 6 min 12 s \| \| \| 8. \| Enrique Martínez Heredia \| Espagne \| KAS \| + \| 6 min 53 s \| \| \| 9. \| Gonzalo Aja \| Espagne \| Novostil-Helios \| + \| 10 min 12 s \| \| \| 10. \| Vicente López Carril \| Espagne \| KAS \| + \| 13 min 57 s \| \| |                          |          |                           |    |                  |  |
| 1. | Bernard Hinault          | France   | Renault-Gitane            | en | 85 h 24 min 14 s |  |
| 2. | José Pesarrodona         | Espagne  | KAS                       | +  | 3 min 02 s       |  |
| 3. | Jean-René Bernaudeau     | France   | Renault-Gitane            | +  | 3 min 47 s       |  |
| 4. | Eulalio García           | Espagne  | Teka                      | +  | 4 min 23 s       |  |
| 5. | Adri Schipper            | Pays-Bas | Marc-Zeepcentrale-Superia | +  | 4 min 28 s       |  |
| 6. | Ferdi Van Den Haute      | Belgique | Marc-Zeepcentrale-Superia | +  | 5 min 52 s       |  |
| 7. | José Nazábal             | Espagne  | KAS                       | +  | 6 min 12 s       |  |
| 8. | Enrique Martínez Heredia | Espagne  | KAS                       | +  | 6 min 53 s       |  |
| 9. | Gonzalo Aja              | Espagne  | Novostil-Helios           | +  | 10 min 12 s      |  |
| 10. | Vicente López Carril     | Espagne  | KAS                       | +  | 13 min 57 s      |  |

## Étapes
| N°       | Date     | Villes étapes                                    | km        | Vainqueur d'étape          | Leader du général   |
| Prologue | 25 avril | Gijón                                            | 8,6 (CLM) | Bernard Hinault            | Bernard Hinault     |
| 1re      | 26 avril | Gijón                                            | 144       | Adri Schipper              | Bernard Hinault     |
| 2e       | 27 avril | Gijón - Cangas de Onís                           | 94        | Enrique Cima               | Bernard Hinault     |
| 3e       | 28 avril | Cangas de Onís - León                            | 187       | Ferdi Van Den Haute        | Ferdi Van Den Haute |
| 4e       | 29 avril | León - Valladolid                                | 171       | Patrick Lefevere           | Ferdi Van Den Haute |
| 5e       | 30 avril | Valladolid - Ávila                               | 136       | Willy Teirlinck            | Ferdi Van Den Haute |
| 6e       | 1er mai  | Torrelaguna - Torrejón de Ardoz                  | 46        | Alfons van Katwijk         | Ferdi Van Den Haute |
| 7e       | 2 mai    | Torrejón de Ardoz - Cuenca                       | 160       | Domingo Perurena           | Ferdi Van Den Haute |
| 8e       | 3 mai    | Cuenca - Benicasim                               | 249       | Alfons Van Katwijk         | Ferdi Van Den Haute |
| 9e       | 4 mai    | Benicasim - Tortosa                              | 156       | Ferdi Van Den Haute        | Ferdi Van Den Haute |
| 10e      | 5 mai    | Tortosa - Calafell                               | 201       | Willy Teirlinck            | Ferdi Van Den Haute |
| 11ea     | 6 mai    | Calafell - Barcelone                             | 67        | Javier Elorriaga           | Ferdi Van Den Haute |
| 11eb     | 6 mai    | Barcelone                                        | 3,8 (CLM) | Bernard Hinault            | Ferdi Van Den Haute |
| 12e      | 7 mai    | Barcelone - La Tossa de Montbui                  | 205       | Bernard Hinault            | Bernard Hinault     |
| 13e      | 8 mai    | Igualada - Jaca                                  | 243       | Salvatore Maccali          | Bernard Hinault     |
| 14e      | 9 mai    | Jaca - Logroño                                   | 219       | Bernard Hinault            | Bernard Hinault     |
| 15e      | 10 mai   | Logroño - Miranda de Ebro                        | 131       | Jean-Philippe Vandenbrande | Bernard Hinault     |
| 16e      | 11 mai   | Miranda de Ebro - Santuario de la Bien Aparecida | 208       | Vicente Belda              | Bernard Hinault     |
| 17e      | 12 mai   | Ampuero - Bilbao                                 | 123       | Enrique Cima               | Bernard Hinault     |
| 18e      | 13 mai   | Bilbao - Amurrio                                 | 154       | Bernard Hinault            | Bernard Hinault     |
| 19ea     | 14 mai   | Amurrio - Saint-Sébastien                        | 84        | Domingo Perurena           | Bernard Hinault     |
| 19eb     | 14 mai   | Saint-Sébastien                                  | (CLM)     | Annulée                    | Bernard Hinault     |

## Classements annexes
| \| 1. \| Ferdi Van Den Haute \| Belgique \| Marc - Zeepcentrales - Superia \| 218 points \| \| 2. \| Willy Teirlinck \| Belgique \| Renault - Gitane \| 157 points \| \| 3. \| Bernard Hinault \| France \| Renault - Gitane \| 130 points \| |                     |          |                                |            |
| 1. | Ferdi Van Den Haute | Belgique | Marc - Zeepcentrales - Superia | 218 points |
| 2. | Willy Teirlinck     | Belgique | Renault - Gitane               | 157 points |
| 3. | Bernard Hinault     | France   | Renault - Gitane               | 130 points |

| \| 1. \| Andrés Oliva \| Espagne \| Teka \| 112 points \| \| 2. \| Enrique Cima \| Espagne \| KAS \| 81 points \| \| 3. \| Bernard Hinault \| France \| Renault - Gitane \| 60 points \| |                 |         |                  |            |
| 1. | Andrés Oliva    | Espagne | Teka             | 112 points |
| 2. | Enrique Cima    | Espagne | KAS              | 81 points  |
| 3. | Bernard Hinault | France  | Renault - Gitane | 60 points  |

| \| 1. \| Bernard Hinault \| France \| Renault - Gitane \| 31 points \| |                 |        |                  |           |
| 1.                                                                     | Bernard Hinault | France | Renault - Gitane | 31 points |

| \| 1. \| KAS \| Espagne \| 255 h 41 min 01 s \| |     |         |                   |
| 1.                                              | KAS | Espagne | 255 h 41 min 01 s |

## Liste des coureurs
| Kas | Old Lord Spendor | Transmallorca Gios |
| - 1 José Antonio Gonzalez Linares (Esp) - 2 Domingo Perurena (Esp) - 3 Vicente Lopez Carril (Esp) - 4 José Enrique Cima (Esp) - 5 José Nazabal (Esp) - 6 Enrique Martinez Heredia (Esp) - 7 José Luis Viejo (Esp) - 8 Sebastian Pozo (Esp) - 9 Jesús Suárez Cueva (Esp) - 10 José Pesarrodona (Esp) | - 11 Ferdinand Bracke (Bel) Non Partant - 12 Eddy Van Den Broeck (Bel) - 13 Maurizio Bellet (Ita) - 14 Willy Scheers (Bel) - 15 Alan Mac Cormack (Irl) - 16 Wim Schroyens (Bel) - 17 Johnny Van Der Veken (Bel) - 18 Bernard Draux (Bel) - 19 Giovanni Jimenez (Col) - 20 Walter Dalgal (Ita) | - 21 José Manuel Garcia Rodriguez (Esp) - 22 Roque Moya (Esp) - 23 Luis Alberto Ordiales (Esp) - 24 Antonio Gonzalez Rodriguez (Esp) - 25 Carlos Ocana (Esp) - 26 Daniele Tinchella (Ita) - 27 Vicente Belda (Esp) - 28 Ramon Vila (Esp) - 29 Blas Domingo Llido (Esp) - 30 Fernando Benejam (Esp) |
| Renault Gitane | Bode Deuren Shimano | Novostil Helios |
| - 31 Bernard Hinault (Fra) - 32 Willy Teirlinck (Bel) - 33 Roland Berland (Fra) - 34 Gilbert Chaumaz (Fra) - 35 Bernard Quilfen (Fra) - 36 Lucien Didier (Lux) - 37 Bernard Becaas (Fra) - 38 Patrick Cluzaud (Fra) - 39 André Chalmel (Fra) - 40 Jean-René Bernaudeau (Fra)                        | - 41 Cees Bal (Hol) - 42 Nidi Den Hertog (Hol) - 43 Fridolin Keller (Sui) - 44 Adrianus Prinsen (Hol) - 45 Ronald Bouckaert (Bel) - 46 Serge Demierre (Sui) - 47 Jan Breur (Hol) - 48 Horst Schütz (All) - 49 Co Moritz (Hol) - 50 Roelof Groen (Hol)                                         | - 51 Antonio Abad (Esp) - 52 Andrés Gandarias (Esp) - 53 Custodio Mazuela (Esp) - 54 Gonzalo Aja (Esp) - 55 Isidro Juárez (Esp) - 56 Anastasio Greciano (Esp) - 57 Alberto Fernández Blanco (Esp) - 58 Ángel López del Álamo (Esp) - 59 Félix Suarez (Esp) - 60 Féliciano Sobradillo (Esp)         |
| Marc Zeepcentrale Superia | Safir Beyers Ludo | Italie |
| - 61 Ferdi Van Den Haute (Bel) - 62 Luc Leman (Bel) - 63 Jos Schipper (Hol) - 64 Alfons Van Katwijk (Hol) - 65 André Delcroix (Bel) - 66 Patrick Lefevere (Bel) - 67 Marc Dierickx (Bel) - 68 Geert Malfait (Bel) - 69 Carlos Cuyle (Bel) - 70 Ronan DeMeyer (Bel)                                  | - 71 Benny Schepmans (Bel) - 72 Henri van Den Brande (Bel) - 73 Peter De Neef (Bel) - 74 Willy Sprangers (Bel) - 75 Marc De Smet (Bel) - 76 Leo Van Thielen (Bel) - 77 Luc Berkenbosch (Bel) - 78 Gérard Matheussen (Bel) - 79 René Wuyckens (Bel) - 80 Jean-Philippe Vandenbrande (Bel)      | - 81 Giuseppe Passuello (Ita) - 82 Franco Conti (Ita) - 83 Annunzio Colombo (Ita) - 84 Tullio Rossi (Ita) - 85 Salvatore Maccali (Ita) - 86 Ignazio Paleari (Ita) - 87 Roberto Sorlini (Ita) - 88 Cesare Cipollini (Ita) - 89 Leone Pizzini (Ita) - 90 Antonio Bonini (Ita)                        |
| Teka | | |
| - 91 Carlos Melero (Esp) - 92 José Luis Mayoz (Esp) - 93 Félix Perez Moreno (Esp) - 94 Andrés Oliva (Esp) - 95 Francisco Fernandez Moreno (Esp) - 96 Bernardo Alfonsel (Esp) - 97 Manuel Esparza (Esp) - 98 José Martins (Por) - 99 Javier Elorriaga (Esp) - 100 Eulalio García Pereda (Esp)        | | |